# Wentworth Webster
 (juillet 2018).
Pour les articles homonymes, voir Webster.
Wentworth Webster, né le 16 juin 1828 à Uxbridge (Middlesex) et mort le 2 avril 1907 à Sare, est un prêtre anglican, collecteur des contes traditionnels du Pays basque, érudit et écrivain de langue anglaise, française et basque.

## Biographie
Après des études dans une école privée à Brighton, il entre à 21 ans au Lincoln College d'Oxford. Il en sort en 1852. En 1854, il débute comme diacre de la cure de Cloford, dans le Somerset. Sa santé fragile retarde son ordination comme prêtre, qui n'a lieu qu'en 1861. Il est alors autorisé à exercer son ministère auprès des Anglais résidant en France.
Il a voyagé auparavant en Écosse, en Allemagne, en Suisse, aux Açores, Rio de Janeiro et Buenos Aires. De 1862 à 1863, il voyage en Égypte, puis il s'installe définitivement dans le Sud-Ouest de la France. 
Il débute comme précepteur à Bagnères-de-Bigorre, où il rencontre sa future épouse, puis à Biarritz. Enfin il est le premier chapelain de la nouvelle église anglicane établie à Saint-Jean-de-Luz, de 1869 à 1882.
Au cours de ces années, il a quatre filles et un garçon qui tous parlent le basque couramment, et lui-même le pratique suffisamment pour entreprendre la collecte des contes traditionnels auprès des populations locales. En 1877 il publie la première édition de ses Basque Legends. Il est aidé par le bascologue Julien Vinson, qui devient son ami.
Webster publie régulièrement divers ouvrages, comme un livre sur l'Espagne, Spain (1882). Cette année, il démissionne de son poste à la cure de Saint-Jean-de-Luz et s'installe à Sare, au cœur du Labourd. Il continue d'écrire des articles religieux et d'érudition sur le Pays basque, essentiellement pour des revues britanniques, mais aussi locales et régionales. Il circule dans les contrées avoisinantes et se rend souvent à Bayonne, où il retrouve ses amis, comme Antoine d'Abbadie.
Il reçoit lui-même de nombreux visiteurs, dont William Ewart Gladstone, le Premier Ministre britannique.
En 1901, il écrit Les Loisirs d'un étranger en Pays basque, ouvrage hors commerce aujourd'hui extrêmement rare.
En mars 1907, le roi Edouard VII se rend à Sare pour assister à une partie de pelote jouée en son honneur. Le révérend Webster, trop affaibli par la maladie, ne peut aller le saluer. Il meurt le 2 avril, alors qu'il travaille à la rédaction d'un article pour l'Encyclopedia Britannica sur le Pays basque.

## Œuvres
- Basque Legends, Londres, Griffith and Farran, 1877. Lecture en ligne sur archive.org
  - Réédition complète en français : Légendes basques : recueillies principalement dans la province du Labourd (trad. de l'anglais), Anglet, Aubéron, 1er octobre 2005 (1re éd. 1879), 328 p. (ISBN 978-2-84498-080-9 et 2-84498-080-5, OCLC 469481008). Nouvelle édition juin 2021.
- Spain, Collection Foreign Countries and British Colonies, Simpson Low, Londres, 1882
- Grammaire cantabrique basque par Pierre d'Urte (1712), publiée par Wentworth Webster, Bagnères-de-Bigorre, 1900
- Les Loisirs d'un étranger au Pays basque, Chalon-sur-Saône, Imprimerie française et orientale E. Bertrand, 1901.
- Ipuinak-l eta Ipuinak-2, Xipri Arbelbideren edizioa, 1993, Kriselu.
- À la découverte des Basques : mœurs et institutions, républiques des Pyrénées, faceries, pastorales, etc ... les loisirs d'un étranger au Pays Basque, Bayonne, Elkarlanean, 1998 (1re éd. 1901), 360 p. (ISBN 2-913156-12-6 et 9782913156128, OCLC 40625380)